# Canthonidia rubromaculata
Canthonidia rubromaculata là một loài bọ cánh cứng trong họ Bọ hung (Scarabaeidae).